# Calofulcinia viridula
Calofulcinia viridula är en bönsyrseart som beskrevs av Giglio-tos 1915. Calofulcinia viridula ingår i släktet Calofulcinia och familjen Iridopterygidae. Inga underarter finns listade i Catalogue of Life.